# 4, 5, 6
4, 5, 6 jest debiutanckim albumem amerykańskiego rapera Kool G Rap. Został wydany w 1995 nakładem wytwórni Cold Chillin’ Records. Gościnnie występują B1, MF Grimm, i Nas.

## Lista utworów
| #  | Tytuł                             | Producent(ci)  | Wykonawcy                | Sample                                                                 |
| -- | --------------------------------- | -------------- | ------------------------ | ---------------------------------------------------------------------- |
| 1  | "Intro"                           | Dr. Butcher    | *Interlude*              |                                                                        |
| 2  | "4,5,6"                           | Dr. Butcher    | Kool G Rap               | - "Mysterious Traveller" – Weather Report - "N.Y. State of Mind" – Nas |
| 3  | "It's a Shame"                    | Naughty Shorts | Kool G Rap               | - "Love Is for Fools" – Southside Movement                             |
| 4  | "Take 'Em to War"                 | T-Ray          | Kool G Rap, B1, MF Grimm | - "A Divine Image" – David Axelrod                                     |
| 5  | "Executioner Style"               | Dr. Butcher    | Kool G Rap               | - "Leroy the Magician" – Gary Burton                                   |
| 6  | "For Da Brothaz"                  | T-Ray          | Kool G Rap               | - "Soulsides" - Art Farmer                                             |
| 7  | "Blowin' Up in the World"         | Buckwild       | Kool G Rap               | - "What You Won't Do For Love" – Bobby Caldwell                        |
| 8  | "Fast Life"                       | Buckwild       | Kool G Rap, Nas          | - "Happy" – Scarface                                                   |
| 9  | "Ghetto Knows"                    | Naughty Shorts | Kool G Rap               | - "Here Comes the Meterman" – The Meters                               |
| 10 | "It's a Shame (Da Butcher's Mix)" | Dr. Butcher    | Kool G Rap               | - "Bamboo Child" – Ryo Kawasaki                                        |
| 11 | "Money on My Brain"               | Dr. Butcher    | Kool G Rap, B1, MF Grimm | - "Chameleon" – Herbie Hancock                                         |
| 12 | "Fast Life (Remix)"               | Salaam Remi    | Kool G Rap, Nas          |                                                                        |

## Historia notowań

### Notowania albumu
| Rok  | Album | Notowanie     | Notowanie              | Notowanie |
| Rok  | Album | Billboard 200 | Top R&B/Hip Hop Albums |           |
| 1995 | 4,5,6 | 24            | 1                      |           |

### Single z albumu
| Informacje o singlu                                                       |
| ------------------------------------------------------------------------- |
| "Fast Life" - Wydany: 14 grudnia, 1995 - B-Side: "4,5,6"                  |
| "It's a Shame" - Wydany: 1995 - B-Side: "It's a Shame (Da Butcher's Mix)" |

### Notowane singla
| Rok  | Tytuł          | Notowanie         | Notowanie                        | Notowanie       | Notowanie                          | Notowanie       |
| Rok  | Tytuł          | Billboard Hot 100 | Hot R&B/Hip-Hop Singles & Tracks | Hot Rap Singles | Hot Dance Music/Maxi-Singles Sales | Rhythmic Top 40 |
| 1995 | "It's a Shame" | -                 | -                                | -               | 27                                 | -               |
| 1995 | "Fast Life"    | 74                | 42                               | 7               | 18                                 | -               |
| 1996 | "4,5,6"        | 21                | 11                               | -               | -                                  | 25              |